# Vua đầu bếp Canada
Vua đầu bếp Canada (Tiếng Anh: MasterChef Canada) là một chương trình cuộc thi nấu ăn thực tế của Canada, một phần của nhượng quyền Vua đầu bếp, dành cho các đầu bếp nghiệp dư. Nó được công chiếu trên CTV vào ngày 20 tháng 1 năm 2014 và hiện đã phát sóng mùa thứ sáu. Chương trình có sự tham gia của ba vị giám khảo: Claudio Aprile, Michael Bonacini và Alvin Leung. Chương trình được sản xuất bởi Endemol Shine International và Proper Television
Vua đầu bếp Canada phát sóng tối thứ ba trên CTV và Cooking Channel ở Hoa Kỳ. Mùa phát sóng hiện tại bắt đầu vào tháng 9 hàng năm tại Hoa Kỳ. Nó cũng phát sóng ở Thụy Điển, Ý và Tây Ban Nha.   

Vào ngày 8 tháng 8 năm 2018, CTV đã gia hạn Vua đầu bếp Canada thêm một mùa nữa, thông báo rằng vòng loại cho mùa thứ sáu hoàn toàn mới se được thực hiện. Việc quay phim bắt đầu vào tháng 10 năm 2018 và kết thúc vào tháng 1 năm 2019. Mùa 6 được công chiếu trên CTV vào ngày 8 tháng 4 năm 2019, và kết thúc vào ngày 10 tháng 6.

## Cốt truyện
Các đầu bếp nghiệp dư cạnh tranh trong một loạt các thử thách để trở thành đầu bếp gia đình nghiệp dư tốt nhất ở Canada thông qua các thử thách do các Giám khảo Claudio Aprile, Michael Bonacini và Alvin Leung đưa ra. Phần còn lại của định dạng rất giống với phiên bản Mỹ do Gordon Ramsay đóng vai chính.
Mỗi mùa bắt đầu với khoảng 20 ứng viên được mời vào bếp. Để đảm bảo có một vị trí trong cuộc thi, họ được giao nhiệm vụ tạo ra món ăn thử giọng đặc trưng của họ trong một khoảng thời gian nhất định. Đánh giá dựa trên cách trình bày thực phẩm, hương vị, kỹ thuật và sự tinh tế, các giám khảo sẽ quyết định liệu ứng viên và các món ăn đặc trưng của họ có xứng đáng nhận được một chiếc tạp dề trắng (một vị trí trong cuộc thi) hay không. Trong ba mùa đầu tiên, cách các vòng loại diễn ra theo kiểu truyền thống (như phiên bản Hoa Kỳ) yêu cầu người nộp đơn phải nhận được ý kiến "có"(giơ ngón tay cái) từ ít nhất hai trong số ba giám khảo để tiếp tục thi. Kể từ mùa 4, những thay đổi về kiểu thử giọng đã được thực hiện. Các ứng viên không nấu được một món ăn bị từ chối và bị loại. Một số ứng viên bị từ chối khác được trao cơ hội thứ hai để cạnh tranh cho tạp dề trắng.
- Chiếc hộp bí ẩn (Mystery Box): Một thử thách miễn dịch trong đó các đầu bếp gia đình đều được tặng một hộp có cùng thành phần. Họ phát hiện ra các thành phần (trái cây, rau, hải sản, dụng cụ nhà bếp, thịt hoặc cá) bên dưới và họ chỉ phải sử dụng những thứ đó để tạo ra một món ăn đáng kinh ngạc, chất lượng Vua đầu bếp có thành phần như là ngôi sao của món ăn trong một khoảng thời gian cố định trong một khoảng thời gian cố định đánh trúng vào độ hiểu biết. Đôi khi, một vị khách đặc biệt cũng có thể xuất hiện để truyền cảm hứng cho các đầu bếp gia đình và sẽ phục vụ như một giám khảo khách cho thử thách này trước khi rời đi. Các thẩm phán thường sẽ đưa ra ba món ăn hàng đầu (trong một vài trường hợp, thậm chí nhiều hơn hoặc ít hơn) lên bục của các thẩm phán để nếm thử dựa trên sự mạ đẹp, kỹ thuật và sự tinh tế một mình để nếm thử, và từ ba (hoặc hơn) chọn một người chiến thắng (hoặc nhiều nhất là hai) người thường đạt được một số lợi thế trong bài kiểm tra loại trừ sắp tới. Họ thường giành được quyền miễn trừ, tự động tiến lên trong cuộc thi và giành được điểm an toàn trên ban công và có một số kiểm soát đối với bài kiểm tra loại trừ, nhưng trong một số trường hợp, họ không giành được quyền miễn trừ và cũng phải nấu ăn trong việc loại bỏ thách thức, cũng như được trao cơ hội để cứu một đối thủ cạnh tranh.
- Thử thách loại trừ (Elimination Test): Sau khi giải thích về thử thách loại trừ, các giám khảo đánh giá tất cả các món ăn dựa trên hương vị và sự hấp dẫn thị giác. Các thí sinh nấu những món ăn ngon nhất, chiến thắng của đêm thường được làm đội trưởng cho tập thử thách đồng đội vào tuần tới. Các giám khảo chỉ định các món ăn tồi tệ nhất để loại bỏ, chỉ trích chúng và loại bỏ chúng trước khi loại bỏ ít nhất một thí sinh.
- Thử thách đồng đội (Team Challenge): Các đầu bếp đến một địa điểm ngoài bãi biển (bãi biển, lễ hội, sân bay, vườn nho, đám cưới, đường đua, trường học) và được chia thành hai đội (đôi khi là ba) bởi đội trưởng hoặc ban giám khảo. Trong khi các thí sinh hoàn thành tốt bài kiểm tra kỹ năng hoặc tạo ra đỉnh cao, những món ăn ngon nhất trong bài kiểm tra loại trừ trước đó thường được các giám khảo làm đội trưởng và chọn các đội của họ sau khi tung đồng xu, đôi khi các giám khảo ra lệnh và thành lập các đội và thuyền trưởng của họ. Các đội (Đội Đỏ và Đội Xanh Dương; đôi khi là Đội Xanh Lá) phải tạo ra một bữa ăn nhà hàng ngon cho một nhóm thực khách VIP (nhân viên cứu hộ, khách dự tiệc cưới, lái xe đua, lính cứu hỏa, lính quân đội, nhân viên cứu hộ, công nhân xây dựng, v.v.). Thực khách nếm cả hai bữa ăn và bỏ phiếu cho món yêu thích của họ. Thử thách tương tự này thường xảy ra trong thử thách Nhà hàng tiếp quản hoặc Nhà hàng tự mở (trong đó 6 thí sinh cuối cùng chia thành 2 nhóm ba và điều hành một dịch vụ bữa tối đầy đủ trong một nhà bếp chuyên nghiệp được gắn sao Michelin, phục vụ món khai vị và món khai vị sau khi hướng dẫn và trình diễn từ một thẩm phán), thay thế nhân viên của một nhà hàng cụ thể. Mặc dù các thẻ nhận xét của khách hàng được tính đến, cuối cùng các thẩm phán quyết định đội thắng và thua. Đội chiến thắng tiến lên trong cuộc thi, an toàn khỏi bị loại trên ban công, trong khi đội thua sẽ tham gia vào Bài kiểm tra áp lực.
- Thử thách áp lực (Pressure Test): Một hình thức khác của thử thách loại trừ, trong đó các thành viên đội thua cuộc trở lại nhà bếp vào sáng hôm sau sau thử thách của đội hiện trường. Sau khi được tặng tạp dề đen, họ thi đấu với nhau để sống sót trong thử thách loại trừ lặp lại, theo đó họ phải sao chép hoàn hảo một món ăn rất chuyên nghiệp và khó tính, được gắn sao Michelin, ngọt hoặc mặn (đôi khi sao chép hai hoặc nhiều nhất ba phiên bản khác nhau / tấm) trong một khoảng thời gian rất hạn chế đòi hỏi một mức độ tinh tế nấu ăn tuyệt vời. Đôi khi trước khi thử nghiệm bắt đầu, các giám khảo, đội trưởng đội thua cuộc, hoặc thậm chí là đội chiến thắng, có thể cứu được ít nhất một thành viên của đội thua cuộc trong thử thách loại trừ lặp lại này trong khi trong các trường hợp khác, tất cả các thành viên phải tham gia và không phải một, mà là một hoặc hai thí sinh được gửi về nhà (loại bỏ hai lần). Mỗi món ăn được đánh giá dựa trên hương vị, hấp dẫn thị giác và kỹ thuật. Các thí sinh đã tạo ra một bản sao hoàn hảo, được thực hiện tốt sẽ được gửi đến nơi an toàn trên ban công, và các đầu bếp thua cuộc bị loại.

Sau thử thách tiếp quản nhà hàng, thử thách chiếc hộp bí ẩn tiếp theo là tập phim theo chủ đề đoàn tụ gia đình, nơi 5 thí sinh còn lại được thăm bởi các thành viên gia đình của họ. Chiếc hộp bí ẩn đặc biệt này giao cho các thí sinh thực hiện một món ăn lấy cảm hứng từ gia đình, mang phong cách gia đình tuyệt đẹp trong khi các thành viên trong gia đình họ nhìn từ ban công, sau đó là thử thách loại trừ.
Trong Top 3 trận bán kết, ba thí sinh bán kết còn lại phải đối mặt với thử thách chiếc hộp bí ẩn / thử thách tranh vị trí cuối cùng của mùa giải cho một cú đánh vào khả năng tranh vị trí. Người vào bán kết chiến thắng thử thách tranh vị trí này sẽ tự động tiến vào trận chung kết và bảo vệ một vị trí trong trận chung kết, an toàn khỏi bị loại, trong khi hai thí sinh còn lại đối đầu và cạnh tranh với nhau trong Thử thách áp lực lặp lại cuối cùng của mùa để kiếm đến vị trí cuối cùng trong đêm chung kết lớn. Lần khác, thí sinh bán kết chiến thắng thử thách đầu tiên này không tự động tiến vào trận chung kết / chung kết lớn và cũng phải tham gia Thử thách loại trừ cuối cùng (họ có lợi thế hơn về việc chọn một thành phần quan trọng để tự làm việc trong khi đưa ra các thành phần quan trọng khác nhau cho hai bán kết còn lại).
Một khi cuộc thi bị giảm xuống còn hai đối thủ cuối cùng còn lại, hai người vào chung kết sẽ thi đấu với nhau trong một bữa ăn tối ba món ba giờ trong một đấu trường giống như vòng tròn trong khi các thành viên gia đình của họ (đã tham gia trước đó đã bị loại thí sinh), khán giả và cổ vũ họ. Các thí sinh tham gia vòng chung kết trong ban giám khảo trong phòng ăn riêng để đánh giá và nếm thử các món ăn của họ vào cuối mỗi khóa học. Tất cả ba khóa học của bữa ăn được đánh giá và một người chiến thắng chung cuộc sẽ đăng quang sau khi hai người vào chung kết thay đổi vị trí với các giám khảo và đứng trên bục giảng của họ. Người chiến thắng của mỗi mùa giành được giải thưởng tiền mặt trị giá 100.000 đô la, cúp MasterChef Canada và danh hiệu MasterChef Canada. Một số mùa cũng đã thêm các giải thưởng khác. Trong ba mùa đầu tiên, vòng chung kết có thời gian riêng cho từng hạng mục. Kể từ đêm chung kết mùa 4, các thí sinh vào chung kết phải liên tục nấu ăn không ngừng trong ba tiếng đồng hồ, đảm bảo rằng mỗi khóa học đã sẵn sàng để phục vụ vào cuối mỗi giờ và sau đó tham gia cùng các giám khảo trong phòng ăn riêng sau khi nghe xong Ban giám khảo phản hồi.

## Giám khảo và người dẫn
- Claudio Aprile, người gốc Uruguay (gốc Ý), đầu bếp người Canada và là chủ sở hữu nhà hàng Copetín ở Toronto.
- Michael Bonacini, đầu bếp người Wales (gốc Ý và Anh) và đồng sở hữu của gia đình nhà hàng O & B gồm nhà hàng Toronto Jump, Canoe, Luma và Bannock.
- Alvin Leung, đầu bếp người Anh, lớn lên tại Canada, người Canada gốc Hồng Kông và chủ sở hữu của các nhà hàng được gắn sao Michelin Bo Innovation ở Hồng Kông và Bo London ở London, Vương quốc Anh.

Giám khảo Joe Bastianich của Vua đầu bếp Hoa Kỳ đã tham gia vòng bán kết mùa 1 (Tập: "Not-Your-Average-Joe") được phát sóng vào ngày 21 tháng 4 năm 2014. Ngoài ra, vị giám khảo của Vua đầu bếp Hoa Kỳ Graham Elliot đóng vai chính trong một phần của Phần 2 (Tập: "Good Things in Small Packages").

## Các tập
| Mùa                                                                 | Mùa | Số tập | Thời gian phát (ET/PT)                                             | Thời gian chiếu nguyên bản (ngày ở Hoa Kỳ và Canada) | Thời gian chiếu nguyên bản (ngày ở Hoa Kỳ và Canada) | Thời gian chiếu nguyên bản (ngày ở Hoa Kỳ và Canada) |                   |                       |                       |                               |                                                                                        | Số người dự thi | Nhà vô địch       | Á quân             |
| Mùa                                                                 | Mùa | Số tập | Thời gian phát (ET/PT)                                             | Thời gian chiếu nguyên bản (ngày ở Hoa Kỳ và Canada) | Thời gian chiếu nguyên bản (ngày ở Hoa Kỳ và Canada) | Thời gian chiếu nguyên bản (ngày ở Hoa Kỳ và Canada) | Người xem (triệu) | 18-49 (tuổi)          | 18-34 (tuổi)          | 25-54 (tuổi)                  | Thứ hạng của chương trình                                                              | Số người dự thi | Nhà vô địch       | Á quân             |
| Mùa                                                                 | Mùa | Số tập | Thời gian phát (ET/PT)                                             | Bắt đầu mùa                                          | Vòng chung kết của mùa                               | Mùa truyền hình                                      | Người xem (triệu) | 18-49 (tuổi)          | 18-34 (tuổi)          | 25-54 (tuổi)                  | Thứ hạng của chương trình                                                              | Số người dự thi | Nhà vô địch       | Á quân             |
| ------------------------------------------------------------------- | --- | ------ | ------------------------------------------------------------------ | ---------------------------------------------------- | ---------------------------------------------------- | ---------------------------------------------------- | ----------------- | --------------------- | --------------------- | ----------------------------- | -------------------------------------------------------------------------------------- | --------------- | ----------------- | ------------------ |
|                                                                     | 1   | 15     | Các ngày thứ hai vào 8 giờ tối.                                    | 20 tháng 1 năm 2014                                  | 28 tháng 4 năm 2014                                  | 2013-14                                              | 1.8               | trung bình 788,000    | -                     | trung bình 819,000            | Sê ri chương trình của Canada được xem nhiều thứ hai tại Canada                        | 16              | Eric Chong        | Marida Mohammed    |
|                                                                     | 2   | 15     | Các ngày chủ nhật vào 7 giờ tối                                    | 1 tháng 2 năm 2015                                   | 24 tháng 5 năm 2015                                  | 2014-15                                              | 1.4               | -                     | -                     | -                             | -                                                                                      | 16              | David Jorge       | Line Pelletier     |
|                                                                     | 3   | 15     | Các ngày chủ nhật vào 7 giờ tối                                    | 14 tháng 2 năm 2016                                  | 19 tháng 6 năm 2016                                  | 2015-16                                              | 1.5               | -                     | -                     | 631,000 được xem nhiều thứ 15 | Sê ri các chương trình cuộc thi được xem nhiều thứ ba (cuối cùng là thứ 15) tại Canada | 14              | Mary Berg         | Jeremy Senaris     |
|                                                                     | 4   | 12     | Các ngày chủ nhật vào 7 giờ tối                                    | 2 tháng 3 năm 2017                                   | 1 tháng 6 năm 2017                                   | 2016-17                                              | 1.4               | được xem nhiều thứ 12 | được xem nhiều thứ 10 | được xem nhiều thứ 11         | -                                                                                      | 12              | Trevor Connie     | Thea VanHerwaarden |
| Các ngày thứ năm vào 9 giờ tối và các ngày chủ nhât vào 4 giờ chiều | 4   | 12     |                                                                    | 2 tháng 3 năm 2017                                   | 1 tháng 6 năm 2017                                   | 2016-17                                              | 1.4               | được xem nhiều thứ 12 | được xem nhiều thứ 10 | được xem nhiều thứ 11         | -                                                                                      | 12              | Trevor Connie     | Thea VanHerwaarden |
|                                                                     | 5   | 12     | Các ngày thứ ba vào 9 giờ tối và các ngày chủ nhật vào 4 giờ chiều | 3 tháng 4 năm 2018                                   | 19 tháng 6 năm 2018                                  | 2017-18                                              | TBD               | TBD                   | TBD                   | TBD                           | TBD                                                                                    | 12              | Beccy Stables     | Andy Hay           |
|                                                                     | 6   | 12     | Các ngày thứ hai vào 8 giờ tối                                     | 8 tháng 4 năm 2019                                   | 10 tháng 6 năm 2019                                  | 2018-19                                              | TBD               | TBD                   | TBD                   | TBD                           | TBD                                                                                    | 12              | Jennifer Crawford | Andre Bhagwandat   |

## Danh sách tập
Dưới đây là danh sách đầy đủ các tập Vua đầu bếp Canada.
| Mùa | Tập | Tên tập                            | Thời gian chiếu     |
| --- | --- | ---------------------------------- | ------------------- |
| 1   | 1   | White Is the New Black             | 20 tháng 1 năm 2014 |
| 1   | 2   | Chicken Little                     | 27 tháng 1 năm 2014 |
| 1   | 3   | First Kick at the Box              | 2 tháng 2 năm 2014  |
| 1   | 4   | The Puck Drops Here                | 10 tháng 2 năm 2014 |
| 1   | 5   | Where's the Beef?                  | 17 tháng 2 năm 2014 |
| 1   | 6   | Edible Art                         | 24 tháng 2 năm 2014 |
| 1   | 7   | Brains before Beauty               | 3 tháng 3 năm 2014  |
| 1   | 8   | Major Steaks                       | 10 tháng 3 năm 2014 |
| 1   | 9   | Great Canadian Bake Off            | 17 tháng 3 năm 2014 |
| 1   | 10  | Meals on Wheels                    | 24 tháng 3 năm 2014 |
| 1   | 11  | Claws Out                          | 31 tháng 3 năm 2014 |
| 1   | 12  | Line of Fire                       | 7 tháng 4 năm 2014  |
| 1   | 13  | Family Style                       | 14 tháng 4 năm 2014 |
| 1   | 14  | Not-Your-Average-Joe               | 21 tháng 4 năm 2014 |
| 1   | 15  | And Then There Were Two            | 28 tháng 4 năm 2014 |
| 2   | 1   | Fit to Be Tied                     | 1 tháng 2 năm 2015  |
| 2   | 2   | Patriotic Pantry                   | 8 tháng 2 năm 2015  |
| 2   | 3   | Constant Cravings                  | 15 tháng 2 năm 2015 |
| 2   | 4   | Juggling Act                       | 1 tháng 3 năm 2015  |
| 2   | 5   | Slice of Life                      | 8 tháng 3 năm 2015  |
| 2   | 6   | One Potato, Two Potato             | 22 tháng 3 năm 2015 |
| 2   | 7   | No Piece of Cake                   | 29 tháng 3 năm 2015 |
| 2   | 8   | Wedding on the Waves               | 5 tháng 4 năm 2015  |
| 2   | 9   | Good Things in Small Packages      | 12 tháng 4 năm 2015 |
| 2   | 10  | Walking on Eggshells               | 19 tháng 4 năm 2015 |
| 2   | 11  | Tea for Two                        | 26 tháng 4 năm 2015 |
| 2   | 12  | Fine Dining Under Fire             | 3 tháng 5 năm 2015  |
| 2   | 13  | From Home, with Love               | 10 tháng 5 năm 2015 |
| 2   | 14  | The Trip Bountiful                 | 17 tháng 5 năm 2015 |
| 2   | 15  | Ring of Fire                       | 24 tháng 5 năm 2015 |
| 3   | 1   | Yes, No, Maybe So                  | 14 tháng 2 năm 2016 |
| 3   | 2   | A Cut Above                        | 21 tháng 2 năm 2016 |
| 3   | 3   | At Home and Abroad                 | 6 tháng 3 năm 2016  |
| 3   | 4   | Trial by Fire                      | 13 tháng 3 năm 2016 |
| 3   | 5   | Off the Hook                       | 20 tháng 3 năm 2016 |
| 3   | 6   | Feast Your Eyes                    | 27 tháng 3 năm 2016 |
| 3   | 7   | From the Heart                     | 10 tháng 4 năm 2016 |
| 3   | 8   | Oktoberfest Feast                  | 17 tháng 4 năm 2016 |
| 3   | 9   | Head and Shoulders, Knees and Toes | 24 tháng 4 năm 2016 |
| 3   | 10  | Out of This World                  | 1 tháng 5 năm 2016  |
| 3   | 11  | Demon at the Pass                  | 8 tháng 5 năm 2016  |
| 3   | 12  | Cooking with Cocktails             | 29 tháng 5 năm 2016 |
| 3   | 13  | Meals and Wheels                   | 5 tháng 6 năm 2016  |
| 3   | 14  | Only the Best                      | 12 tháng 6 năm 2016 |
| 3   | 15  | Finale                             | 19 tháng 6 năm 2016 |
| 4   | 1   | Special Delivery                   | 2 tháng 3 năm 2017  |
| 4   | 2   | Home on the Range                  | 9 tháng 3 năm 2017  |
| 4   | 3   | True Patriot Love                  | 16 tháng 3 năm 2017 |
| 4   | 4   | The Blind Leading the Blind        | 23 tháng 3 năm 2017 |
| 4   | 5   | Burgers for Bikers                 | 30 tháng 3 năm 2017 |
| 4   | 6   | Jamie in the House                 | 6 tháng 4 năm 2017  |
| 4   | 7   | Egg Showdown!                      | 13 tháng 4 năm 2017 |
| 4   | 8   | Auberge Anniversary                | 27 tháng 4 năm 2017 |
| 4   | 9   | Take Five                          | 4 tháng 5 năm 2017  |
| 4   | 10  | Harvest Family Dinner              | 11 tháng 5 năm 2017 |
| 4   | 11  | Sweet Francaise                    | 25 tháng 5 năm 2017 |
| 4   | 12  | Finale                             | 1 tháng 6 năm 2017  |
| 5   | 1   | Opportunity Knocks                 | 3 tháng 4 năm 2018  |
| 5   | 2   | How Do You Take Your Mystery Box?  | 10 tháng 4 năm 2018 |
| 5   | 3   | Building An Appetite               | 17 tháng 4 năm 2018 |
| 5   | 4   | Fast and Epicure-ious              | 24 tháng 4 năm 2018 |
| 5   | 5   | Baker's Dozen                      | 1 tháng 5 năm 2018  |
| 5   | 6   | Vive La Pressure Test              | 8 tháng 5 năm 2018  |
| 5   | 7   | The Magnificent Seven              | 15 tháng 5 năm 2018 |
| 5   | 8   | Cooking with Corner Gas            | 22 tháng 5 năm 2018 |
| 5   | 9   | On the Line of Fire                | 29 tháng 5 năm 2018 |
| 5   | 10  | Guess Who's Coming to Dinner?      | 5 tháng 6 năm 2018  |
| 5   | 11  | Pop- Up Star                       | 12 tháng 6 năm 2018 |
| 5   | 12  | Three Courses, One Crown           | 19 tháng 6 năm 2018 |
| 6   | 1   | Masterchef Canada Invitational     | 8 tháng 4 năm 2019  |
| 6   | 2   | Home Cooks, Your Roots Are Showing | 8 tháng 4 năm 2019  |
| 6   | 3   | Top Hats And Tails                 | 15 tháng 4 năm 2019 |
| 6   | 4   | Tastes Like Teen Spirit            | 22 tháng 4 năm 2019 |
| 6   | 5   | School Lunch!                      | 29 tháng 4 năm 2019 |
| 6   | 6   | Risk And Reward                    | 6 tháng 5 năm 2019  |
| 6   | 7   | Knife Fight!                       | 13 tháng 5 năm 2019 |
| 6   | 8   | Into The Fire                      | 20 tháng 5 năm 2019 |
| 6   | 9   | Wheel Of Fruit                     | 27 tháng 5 năm 2019 |
| 6   | 10  | Gifts From The Earth               | 27 tháng 5 năm 2019 |
| 6   | 11  | Fire And Ice                       | 3 tháng 6 năm 2019  |
| 6   | 12  | Final Showdown                     | 10 tháng 6 năm 2019 |

## Liên quan
1. 1 2 3  "MasterChef Canada - Home". masterchefcanada.ctv.ca. Bản gốc lưu trữ ngày 20 tháng 2 năm 2015. Truy cập ngày 9 tháng 5 năm 2017.
2. 1 2  "MasterChef Canada on Instagram: "Your time to apply starts NOW! Casting is now OPEN for season 6 of @ctv's #MasterChefCanada! Apply now on CTV.ca."". Instagram.
3. 1 2  User, Super. "Season 6 of Masterchef Canada is Officially Happening". premieredate.news (bằng tiếng Anh (Anh)). Truy cập ngày 9 tháng 8 năm 2018. {{Chú thích web}}: |tác giả= có tên chung (trợ giúp)
4. ↑  "MasterChef Canada returns with a special two-hour premiere, April 8 on CTV | TV, eh?". www.tv-eh.com.
5. ↑  "Canada's Favourite Culinary Competition MASTERCHEF CANADA Returns With a Special Two-Hour Premiere, April 8 on CTV". www.newswire.ca.
6. ↑  "Masterchef Canada to return on April 8 with two-hour premiere - Restobiz".
7. ↑  Maloney, Val (ngày 19 tháng 2 năm 2014). "MasterChef Canada cooks up big ratings". Truy cập ngày 8 tháng 1 năm 2017.
8. ↑  "CTV adds a second helping of Masterchef Canada". www.marketingmag.ca. Truy cập ngày 8 tháng 1 năm 2017.
9. ↑  "From MasterChef to Toronto restaurant owner: How Eric Chong's career went from 0 to 100" – qua The Globe and Mail.
10. ↑  "MasterChef Canada – Bell Media". www.bellmedia.ca. Truy cập ngày 8 tháng 1 năm 2017.
11. ↑  "Sunday Sizzles on CTV as MASTERCHEF CANADA Has Season-High Overnight Audience of 1.4 Million Viewers – Bell Media". www.bellmedia.ca. Truy cập ngày 8 tháng 1 năm 2017.
12. ↑  "Ratings: Masterchef Canada, Motive". TV, eh? (bằng tiếng Anh (Mỹ)). ngày 9 tháng 3 năm 2015. Truy cập ngày 8 tháng 1 năm 2017.
13. ↑  "MasterChef Canada winner David Jorge celebrates his win". ctv.ca. ngày 25 tháng 5 năm 2015. Bản gốc lưu trữ ngày 17 tháng 6 năm 2020. Truy cập ngày 17 tháng 6 năm 2020.
14. ↑  "Ratings Bloom! CTV Claims Eight of Canada's Top 10 Most-Watched Programs this Spring – Bell Media". www.bellmedia.ca. Truy cập ngày 8 tháng 1 năm 2017.
15. ↑  "Ratings Bloom! CTV Claims Eight of Canada's Top 10 Most-Watched Programs this Spring – Bell Media". www.bellmedia.ca (bằng tiếng Anh). Truy cập ngày 31 tháng 5 năm 2017.
16. ↑  "TV Top 10: What Canadians Watched in 2015 – Bell Media". www.bellmedia.ca. Truy cập ngày 9 tháng 1 năm 2017.
17. ↑  "Ratings Bloom! CTV Claims Eight of Canada's Top 10 Most-Watched Programs this Spring – Bell Media". www.bellmedia.ca (bằng tiếng Anh). Truy cập ngày 30 tháng 3 năm 2018.
18. ↑  "Toronto's own Mary Berg captures the Season 3 title". ctv.ca. ngày 20 tháng 6 năm 2016. Bản gốc lưu trữ ngày 17 tháng 6 năm 2020. Truy cập ngày 17 tháng 6 năm 2020.
19. ↑  "CTV Delivers a Fifth Serving of Hit Culinary Series MASTERCHEF CANADA for 2017/18 Season ### Casting is Now Open For Season 5 ### – Bell Media". www.bellmedia.ca (bằng tiếng Anh). Truy cập ngày 24 tháng 3 năm 2018.
20. ↑  "2016/2017 Canadian Television Report Card: CTV is Canada's Most-Watched Network for the 16th Year in a Row". www.newswire.ca (bằng tiếng Anh). Truy cập ngày 24 tháng 3 năm 2018.
21. ↑  "Trevor Connie is the winner of MasterChef Canada Season 4". ctv.ca. ngày 2 tháng 6 năm 2017. Bản gốc lưu trữ ngày 17 tháng 6 năm 2020. Truy cập ngày 17 tháng 6 năm 2020.
22. ↑  User, Super. "CTV Confirmed Masterchef Canada Season 5 Premiere for ngày 3 tháng 4 năm 2018". premieredate.news (bằng tiếng Anh (Anh)). Truy cập ngày 14 tháng 2 năm 2018. {{Chú thích web}}: |tác giả= có tên chung (trợ giúp)
23. ↑  "Two MasterChef Canada finalists to face off tonight on Season 5 finale". Georgia Straight Vancouver's News & Entertainment Weekly (bằng tiếng Anh). ngày 19 tháng 6 năm 2018. Truy cập ngày 20 tháng 6 năm 2018.
24. ↑  "Has CTV Decided the Fate of Masterchef Canada Season 5? Jamie Oliver guest stars in the current cycle among other celebrity chefs". premieredate.news (bằng tiếng Anh (Anh)). Truy cập ngày 31 tháng 5 năm 2017.

## Liên kết ngoại
- Trang web của nhà sản xuất: Proper Television MasterChef Canada Lưu trữ ngày 18 tháng 6 năm 2020 tại Wayback Machine
- Trang web của mạng truyền hình: CTV MasterChef Canada Lưu trữ ngày 14 tháng 1 năm 2014 tại archive.today